# Вертяков, Кирилл Романович
Кири́лл Рома́нович Вертяко́в (14 февраля 1922 года — 12 июня 1983 года) — командир стрелкового отделения, младший сержант, Герой Советского Союза.

## Биография
Родился в 1922 году в хуторе Михайловка Оренбургской губернии в крестьянской семье. Мордвин. Член ВЛКСМ.
После окончания в 1934 году начальной школы работал в колхозе. 
В октябре 1941 года призван в ряды РККА; в феврале 1942 года отправлен на фронт. Командир стрелкового отделения 310-го стрелкового ордена Кутузова полка 8-й стрелковой Ямпольской Краснознаменной дивизии. С марта 1942 года до победы над Германией воевал на Воронежском, 1-м Украинском фронтах, участвовал в освобождении Украины. Дважды ранен.
При форсировании реки Десны в районе Коропа в первых числах сентября 1943 года младший сержант Вертяков первым со своим отделением переправился через реку и, несмотря на сильный артиллерийский и ружейно-пулемётный огонь противника, повёл бойцов вперед на вражеские позиции. Смелым и решительным броском он первым ворвался в траншею врага, огнём из автомата и прикладом уложил семерых фашистов. Воодушевляемые личным примером своего командира, солдаты автоматным огнём и гранатами выбили захватчиков и стали закрепляться на плацдарме. Благодаря этому смелому штурму полк смог форсировать Десну и закрепиться на плацдарме.
22 сентября 1943 года севернее Киева полк вышел к Днепру. Ночью передовые подразделения, в которые подбирались самые отважные и закалённые в боях воины, первыми форсировали Днепр. Одним из тех, кого командование послало в разведку для подготовки к форсированию реки, был Кирилл Вертяков со своим отделением. Перебравшись на противоположный берег в районе села Чикаловичи (Черниговская область), отделение Вертякова бесшумно сняло охрану и стало углубляться в расположение противника. По пути, обнаружив немецкую батарею, Вертяков взорвал блиндаж, а его разведчики расстреляли орудийную прислугу и взорвали два дзота. Командир отделения Кирилл Вертяков, лично истребивший на плацдарме 20 фашистских солдат и офицеров, захватил и легковую автомашину с ценными документами противника.
За этот подвиг Указом Президиума Верховного Совета СССР 16 октября 1943 года Кириллу Романовичу Вертякову было присвоено звание «Герой Советского Союза» с вручением знака «Золотая Звезда» и ордена Ленина. 
После окончания Великой Отечественной войны работал в родном колхозе.
Скончался 12 июня 1983 года, похоронен в селе Яковлевка.

## Награды
- Медаль «Золотая Звезда» (1943).
- Орден Ленина (1943).
- Орден Красного Знамени.